# Molybdänhexacarbonyl
Molybdänhexacarbonyl ist eine chemische Verbindung mit der Formel [Mo(CO)6]. Sie gehört zur Gruppe der Metallcarbonyle. Diese farblose Molybdänverbindung ist wie ihre Chrom- und Wolfram-Analoga ein flüchtiger, relativ luftstabiler Komplex, in dem das Metall die Oxidationsstufe Null besitzt. Molybdänhexacarbonyl wurde in Spurenkonzentrationen in den gasförmigen Ausdünstungen von Klärschlamm nachgewiesen.

## Darstellung
Molybdänhexacarbonyl wird dargestellt durch die Reduktion von Molybdänhexachlorid (MoCl6) unter Kohlenstoffmonoxiddruck. Es wird allerdings selten auf diese Weise im Labor hergestellt, da die benötigten Gerätschaften kostspielig sind und die Verbindung kostengünstig erworben werden kann.
{\displaystyle \mathrm {MoCl_{6}\ +\ 6\ CO\ +\ 2\ Al(C_{2}H_{5})_{3}\ {\xrightarrow {\ }}Mo(CO)_{6}\ +\ 2\ AlCl_{3}\ +\ 3\ C_{4}H_{10}} }
Sie kann auch durch reduktive Hochdruckcarbonylierung von Molybdän(V)-chlorid in Gegenwart von Devardascher Legierung als Halogenidakzeptor dargestellt werden.
{\displaystyle \mathrm {MoCl_{5}\ +\ 6\ CO\ {\xrightarrow[{}]{Cu-Al}}\ Mo(CO)_{6}} }

## Eigenschaften und Struktur

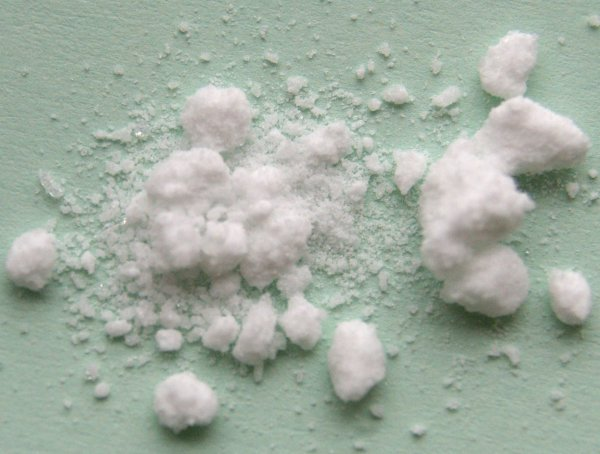
Molybdänhexacarbonylkristalle

Molybdänhexacarbonyl besitzt eine Oktaedergeometrie (Oh). Die sechs Kohlenstoffmonoxidliganden sind strahlenförmig um das zentrale Molybdänatom positioniert. Das Dipolmoment des Komplexes beträgt 0 Debye. Der Mo-C-Abstand beträgt 206 pm. Die Wellenzahl der C-O-Streckschwingung νCO des freien Kohlenstoffmonoxids liegt bei 2004 cm−1. Es handelt sich um einen stabilen 18-Valenzelektronenkomplex.
Die Verbindung ist relativ luftstabil. Sie ist schwer löslich in unpolaren organischen Lösungsmitteln. Wie alle Metallcarbonyle ist Molybdänhexacarbonyl bei unsachgemäßem Umgang eine Quelle von flüchtigem Metall sowie Kohlenstoffmonoxid.

## Reaktionen
Die Kohlenstoffmonoxidliganden im Molybdänhexacarbonyl lassen sich durch andere Liganden substituieren. Es verhält sich ähnlich wie der analoge Wolframkomplex. Molybänhexacarbonyl reagiert mit 2,2′-Bipyridin zu einem heteroleptischen Komplex Mo(CO)4(bipy). Die UV-Photolyse von Molybdänhexacarbonyl in Tetrahydrofuran (THF) liefert einen THF-substituierten Komplex Mo(CO)5(THF). Viele Metallcarbonyle sind ähnlich photochemisch aktivierbar. Die thermische Reaktion von Molybdänhexacarbonyl mit Piperidin liefert einen Komplex, in dem zwei Kohlenstoffmonoxidliganden durch Piperidin ersetzt sind Mo(CO)4 (Piperidin)2. Die beiden Piperidinliganden in dieser gelben Verbindung sind labil gebunden, so dass andere Liganden unter milden Bedingungen eingeführt werden können. So liefert zum Beispiel die Reaktion von [Mo(CO)4(Piperidin)2] und Triphenylphosphin in Dichlormethan den cis-substituierten [Mo(CO)4(PPh3)2]-Komplex.
Durch Kochen unter Rückfluss in Acetonitril wird Molybdänhexacarbonyl in das Tris-Acetonitril-Derivat überführt. Die resultierende luftempfindliche Verbindung dient als Quelle des Mo(CO)3-Fragments. Die Umsetzung mit Allylchlorid ergibt [MoCl(allyl)(CO)2(MeCN)2].

## Verwendung
Molybdänhexacarbonyl und verwandte Derivate können als Katalysator in der organischen Synthese eingesetzt werden, zum Beispiel für die Alkinmetathese und die Pauson-Khand-Reaktion.
Molybdänhexacarbonyl wird bei der Technik der Elektronenstrahl-induzierten Abscheidung als Precursor genutzt. Da es leicht verdampft und durch den Elektronenstrahl zerfällt, bietet es eine leicht zugängliche Quelle für Molybdänatome.